# Rudolf Steinweg
Rudolf Steinweg (ur. w 1888 roku, zm. 2 listopada 1935 roku w Budapeszcie) – niemiecki kierowca wyścigowy.

## Kariera
Steinweg rozpoczął karierę wyścigową w 1921 roku, lecz szybko zrezygnował ze startów. Do sportu powrócił w sezonie 1929 jako niezależny kierowca w wyścigach górskich. Od 1930 roku korzystał z 6-cylindrowego samochodu Amilcar o pojemności 1.1 litra. W ciągu kolejnych trzech lat zwyciężył w 21 wyścigach, w zdecydowanej większości w wyścigach górskich. W 1933 zakupił Bugatti T35, w którym startował głównie na torach wyścigowych. W 1935 roku nowy samochód Bugatii T51A zapewnił mu zwycięstwo w Grand Prix Frontières. Zmarł podczas treningu przed zawodami górskimi nieopodal Budapesztu.